# Romanów (województwo wielkopolskie)
Romanów – wieś w Polsce położona w województwie wielkopolskim, w powiecie krotoszyńskim, w gminie Krotoszyn.
W okresie Wielkiego Księstwa Poznańskiego (1815-1848) miejscowość wzmiankowana jako kolonia Romanów należała do wsi większych w ówczesnym pruskim powiecie Krotoszyn w rejencji poznańskiej. Kolonia Romanów należała do okręgu kobylińskiego tego powiatu i stanowiła część majątku Starogród, którego właścicielem była wówczas Bronikowska. Według spisu urzędowego z 1837 roku wieś liczyła 113 mieszkańców, którzy zamieszkiwali 17 dymów (domostw).
W latach 1975–1998 miejscowość położona była w województwie kaliskim.